# Lauren Boebert
Lauren Boebert, née Roberts le 19 décembre 1986 à Altamonte Springs (Floride), est une femme politique d'extrême droite et femme d'affaires américaine,. Membre du Parti républicain, elle siège à la Chambre des représentants des États-Unis pour le Colorado depuis 2021.
Le 3 novembre 2020, elle remporte l'élection dans le 3e district congressionnel du Colorado, couvrant l'ouest de l'État, en battant Diane Mitsch Bush, candidate du Parti démocrate et ancienne élue à la Chambre des représentants du Colorado (2013-2017). Elle défait auparavant le représentant sortant Scott Tipton lors de la primaire républicaine, devenant dès lors la première personne à battre un représentant fédéral en exercice lors d'une primaire dans le Colorado en 48 ans. Boebert a possédé Shooters Grill, un restaurant à Rifle, où les membres du personnel sont encouragés à porter ouvertement des armes à feu.

## Biographie

### Jeunesse
Boebert naît à Altamonte Springs, au nord d'Orlando en Floride, en 1986. À 12 ans, Boebert déménage avec sa famille dans le quartier Montbello de Denver et plus tard à Aurora, avant de s'installer à Rifle, en 2003,.
Boebert affirme que ses parents votent pour les démocrates, et qu'ils vivent dans la pauvreté à Denver, où sa mère reçoit l'aide sociale. Sa mère s'inscrit comme républicaine plus récemment. Boebert attribue à son premier emploi à 15 ans, dans un restaurant McDonald's, d'avoir changé sa vision des choses sur la nécessité de recevoir une aide gouvernementale,.
Elle quitte le lycée pendant sa dernière année pour fonder sa famille. Elle obtient un certificat GED en mai 2020,.

### Carrière d'entrepreneuse
Boebert et son mari ouvrent Shooters Grill à Rifle, en 2013, après que son mari a été licencié de son travail. Après une agression dans une ruelle voisine, Boebert obtient un permis de port d'arme dissimulé et commence à encourager ses serveurs du restaurant à venir armés,. Ils ouvrent également un restaurant appelé Putters sur le parcours de golf de Rifle Creek en 2015.
À la mi-mai 2020, lors de la pandémie de Covid-19, Boebert viole l'ordre de confinement de l'État en rouvrant Shooters Grill pour un service de restauration. Bien qu'elle reçoive une mise en demeure du comté de Garfield, Boebert déclare refuser de fermer son restaurant. Le lendemain, elle déplace les tables à l'extérieur, sur le trottoir et les parkings. Le jour suivant, le comté de Garfield suspend sa licence alimentaire. Fin mai, l'État autorisant les restaurants à rouvrir à 50 % de leur capacité, le comté abandonne son ordonnance d'interdiction temporaire.

### Activisme pour le port d'armes
En septembre 2019, Boebert s'implique dans le militantisme pour le port d'armes, en défiant l'ancien représentant fédéral Beto O'Rourke lors d'une réunion à la mairie d'Aurora, dans le Colorado, en s'exclamant : « Hell, no, you won't take our guns » (« Sûrement pas, vous ne prendrez pas nos armes »). Plus tard ce mois-là, Boebert s'oppose à une mesure de contrôle des armes à feu lors d'une réunion du conseil municipal d'Aspen.  Elle fait partie des élues républicaines qui aiment se mettre en scène avec des armes à feu.

### Campagne pour le Congrès
En décembre 2019, Boebert annonce sa candidature pour 3e district congressionnel du Colorado à la Chambre des représentants des États-Unis lors des élections de 2020, en commençant par lancer un défi au titulaire du poste, Scott Tipton, à la primaire du Parti républicain. Au cours de sa campagne, Boebert critique Alexandria Ocasio-Cortez et d'autres membres de The Squad, se positionnant comme une alternative conservatrice à Ocasio-Cortez,,. Seth Masket, professeur de sciences politiques à l'Université de Denver, suggère que Boebert voulait motiver les électeurs républicains à participer à la primaire, pendant un cycle électoral lent, en attisant leur colère contre Ocasio-Cortez et d'autres.
Boebert critique Tipton sur son bilan, qui, selon elle, ne reflète pas le point de vue du 3e district car il vote trop souvent avec les démocrates. Pendant la campagne, Boebert qualifie Tipton de ne pas soutenir le président et de soutenir l'amnistie pour les immigrants sans papiers en votant pour HR 5038, la loi de 2019 sur la modernisation de la main-d'œuvre agricole, affirmant que la loi contient une disposition qui mène à la citoyenneté et fournit également un financement aux travailleurs agricoles sans papiers pour le logement. Boebert critique aussi les efforts de Tipton sur le financement du programme de protection des chèques de paie, affirmant qu'il ne s'est pas battu assez dur pour obtenir plus d'argent. Pendant sa campagne, Boebert amasse un peu plus de 150 000 $ jusqu'à la primaire du 30 juin.
Le 30 juin 2020, elle remporte la primaire avec 54,6 % des voix contre 45,4 %. C'est la première fois que le candidat sortant est battu depuis que le représentant démocrate Wayne Aspinall a perdu face à Alan Merson, 48 ans auparavant,. Boebert s'engage à rejoindre le Freedom Caucus si elle est élue à la Chambre.
Boebert affronte l'ancienne représentante démocrate de l'État Diane Mitsch Bush, professeure de sociologie à la retraite de Steamboat Springs, Colorado, lors des élections générales de novembre. Boebert accuse Bush d'avoir un « agenda socialiste ». À la fin de juillet, Boebert est considérée comme la favorite pour remporter les élections de novembre contre Bush mais un sondage effectué en septembre donne Bush gagnante d'un point.
Au cours de la campagne, Boebert exprime son soutien à la théorie du complot de QAnon en apparaissant sur une émission Web promouvant cette mouvance conspirationniste d'extrême-droite. Elle y déclare que « Tout ce que j'ai entendu de Q, j'espère que c'est réel parce que cela signifie seulement que l'Amérique devient de plus en plus forte. »,,. QAnon est classé comme une menace de terrorisme intérieur par le FBI et est décrit comme une secte.

## Positions politiques

### Énergie
Boebert soutient une politique « énergétique globale », qui fait référence au développement et à l'utilisation d'une combinaison de ressources pour répondre à la demande énergétique. Les ressources comprennent des ressources non renouvelables (notamment le pétrole brut) et des ressources renouvelables (notamment l'énergie solaire). Mais elle veut que les marchés décident, pas le gouvernement.

### Collège électoral
Boebert s'oppose au National Popular Vote Interstate Compact, qui abolirait le collège électoral pour les élections présidentielles.

### Environnement
Boebert s'oppose au Green New Deal qui, selon elle, coûterait 93 billions de dollars et conduirait à la faillite des États-Unis.

### Immigration
Boebert soutient la construction d'un mur frontalier entre le Mexique et les États-Unis et s'oppose à l'amnistie en matière d'immigration.

### Problèmes sociaux
Boebert est anti-avortement et s'oppose à une éducation sexuelle complète et au financement fédéral de Planned Parenthood. Elle est une partisane du port d'armes et s'oppose à l'expansion des réglementations sur le contrôle des armes à feu. Elle est contre la red flag law du Colorado, qui est adoptée en 2019 par l'Assemblée générale de l'État et permet la confiscation temporaire d'armes à feu sous le contrôle d'un juge,.

### Santé
Boebert soutient la couverture d'assurance maladie pour les affections préexistantes. Elle veut que les soins de santé soient abordables et que les prix soient transparents.
Elle appelle à l'abrogation par le Congrès de la Patient Protection and Affordable Care Act, promulguée par le président Barack Obama. Boebert ne soutient pas un système de santé à payeur unique, affirmant que le système conduirait les petites entreprises comme la sienne à la faillite en raison de son coût prohibitif.

### Politique internationale
En mars 2022, elle est l'une des huit seuls représentants à voter contre la suspension des relations commerciales avec la Russie.

## Vie privée
Mariée à Jayson Steven Boebert depuis 2005, ce dernier est originaire de Silt, dans le Colorado. Avant d'exploiter leur entreprise, le mari de Boebert travaille dans les champs de pétrole et de gaz. Ils ont quatre fils. 
En 2009, elle est devenue chrétienne évangélique alors qu'elle fréquente la New Creation Church à Glenwood Springs.
Depuis 2010, elle fait l'objet de multiples plaintes pour son comportement agressif et « oublie » à de multiples reprises de se présenter devant le juge. En 2016, elle est citée à comparaître devant un tribunal pour conduite dangereuse d'un véhicule, mais ne se présente pas à l'audience. Arrêtée, elle est libérée sous caution,.
Elle fait l'objet de critiques en septembre 2023 à la suite d'une conduite inappropriée avec son petit ami lors d'une représentation publique d'une comédie musicale.